# Myomimus
Myomimus is een geslacht van zoogdieren uit de familie van de slaapmuizen (Gliridae). De wetenschappelijke naam van het geslacht werd in 1924 gepubliceerd door Sergej Ognev.

## Soorten
Er worden 3 soorten in dit geslacht geplaatst:
- Myomimus personatus Ognev, 1924 - Transkaspische slaapmuis
- Myomimus roachi (Bate, 1937) - Muisslaper
- Myomimus setzeri Rossolimo, 1976